# Коняга Володимир Анатолійович
Володи́мир Анато́лійович Коняга (21 грудня 1974, Озаринці, Могилів-Подільський район, Вінницька область — 15 жовтня 2015) — матрос, радіотелеграфіст взводу зв'язку 1-ї бригади морської піхоти (Миколаїв). Призваний за мобілізацією 23 квітня 2015 року.

## Життєпис
У 1987 році закінчив Озаринецьку СЗШ. Після закінчення школи вступив у Барське ПТУ де здобув професію слюсаря-ремонтника. У 18 років призваний на службу в армії на 2 роки. Певний час працював на Могилів-Подільському машинобудівному заводі. Проходив службу у військовій частині А2802, смт Мангуш Донецької області, де був радіотелеграфістом взводу зв'язку танкового батальйону. У Володимира Коняги залишилась сім'я: дружина Коняга Оксана Степанівна, 1975 р.н., син Коняга Вадим Володимирович, 1995 р.н. та дочка Коняга Настя Володимирівна, 1999 р.н..

## Вшанування
- 18 грудня 2015 року в Озаринцях на будівлі ЗОШ відкрито меморіальну дошку Володимиру Конязі
- 24 серпня 2016-го у місті Могилів-Подільський біля входу до міського парку відкрито Меморіал пам'яті героїв антитерористичної операції, серед яких є й портрет Володимира Коняги